# Om 't Hof
Om 't Hof is een straat in de historische stadskern van de Nederlandse plaats Montfoort die de Hofstraat verbindt met De Plaats. Op deze plaats lag eeuwenlang de voorburcht van Kasteel Montfoort. Enkele onderdelen hiervan zijn bewaard gebleven, waaronder de toegangspoort, de hoektoren en enkele bijgebouwen.  Op het terrein is ook nieuwbouw gerealiseerd die de contouren van de oude voorburcht volgt. Deze woningen hebben ook als adresnaam Om 't Hof, evenals de woningen voor de toegangspoort die net buiten het oorspronkelijke terrein liggen.

## Afbeeldingen

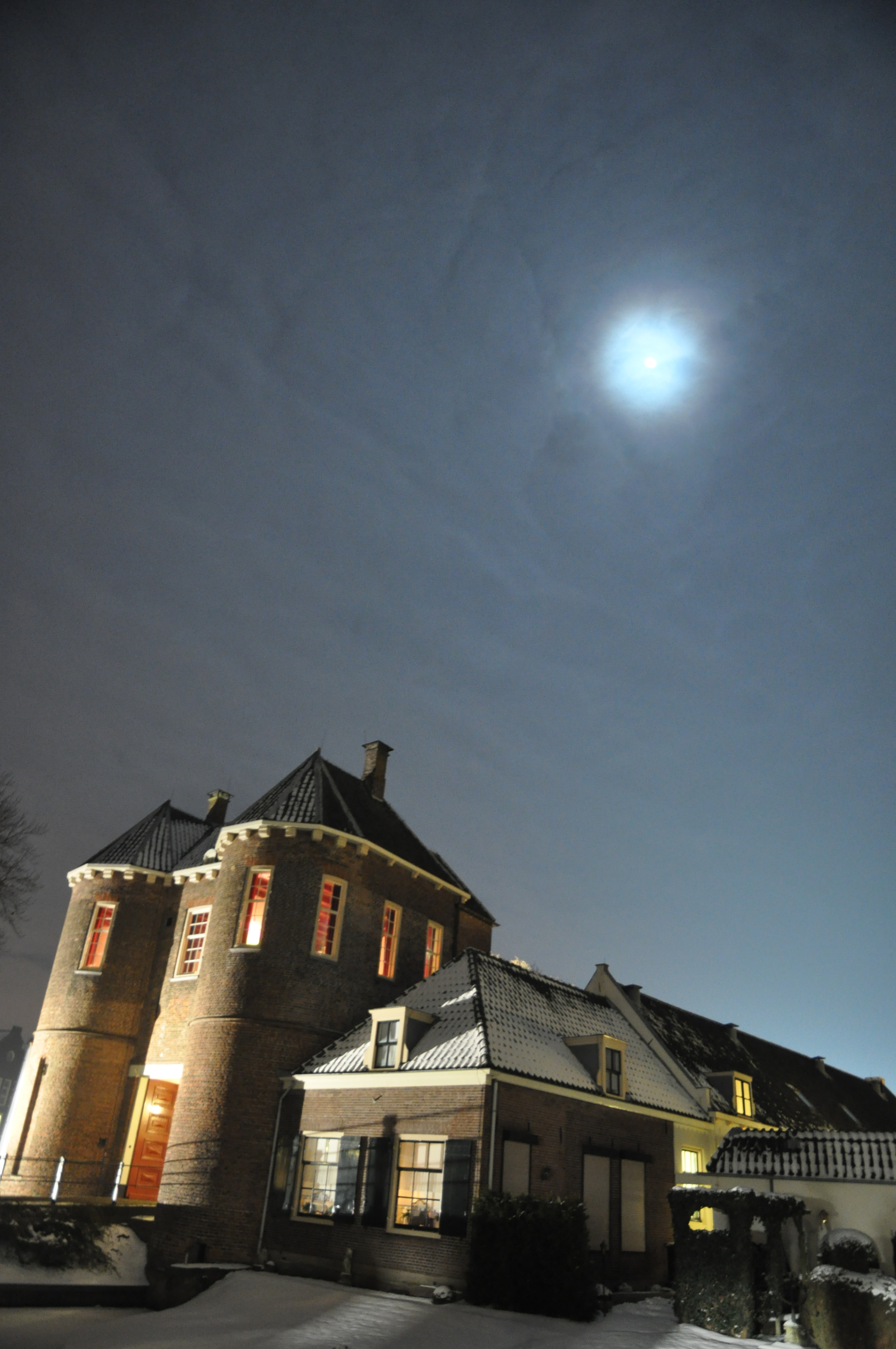
Om 't Hof 1, 2 en 4 (poort)
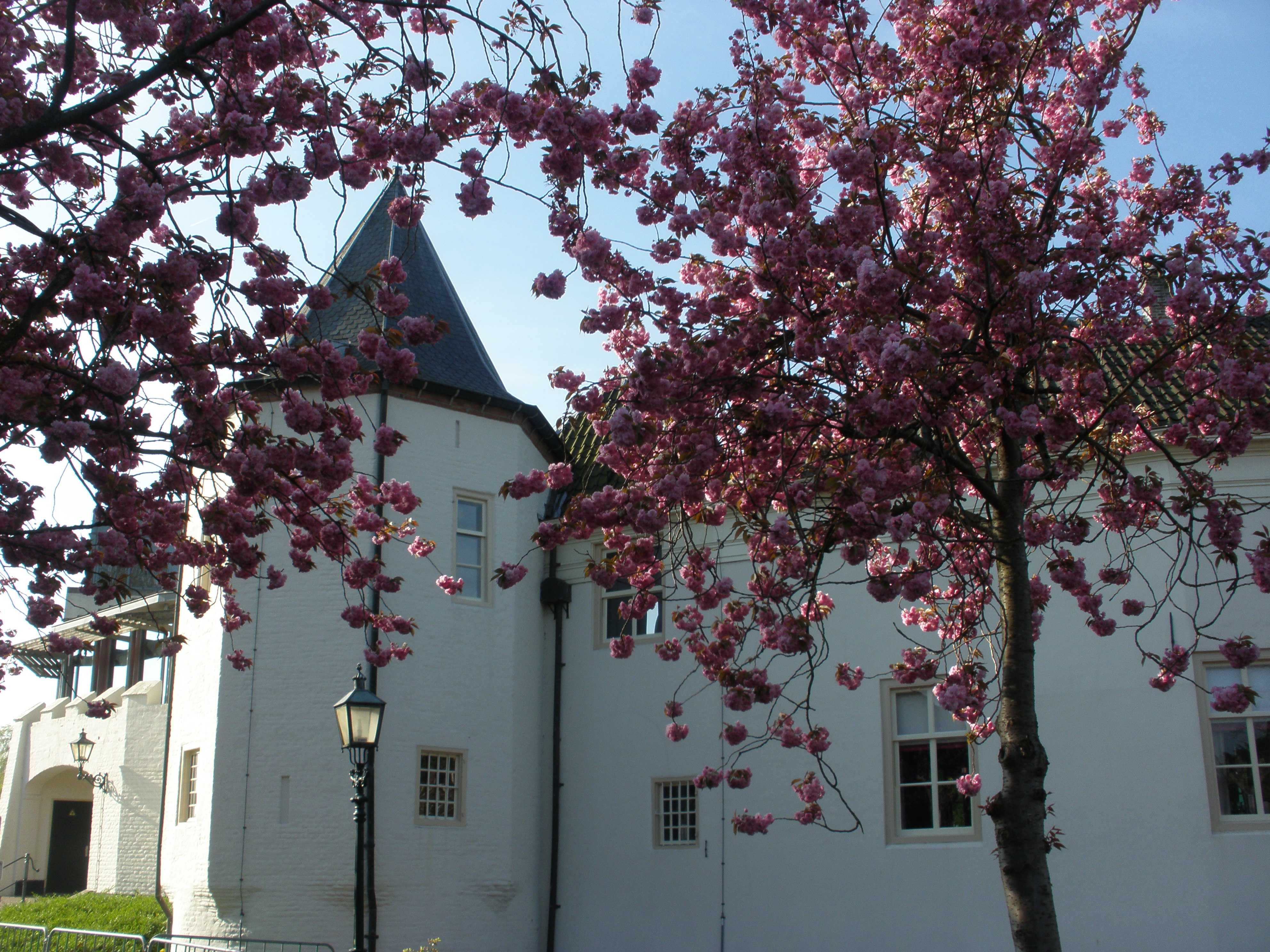
Om 't Hof 1, 2 en 4 (hoektoren)
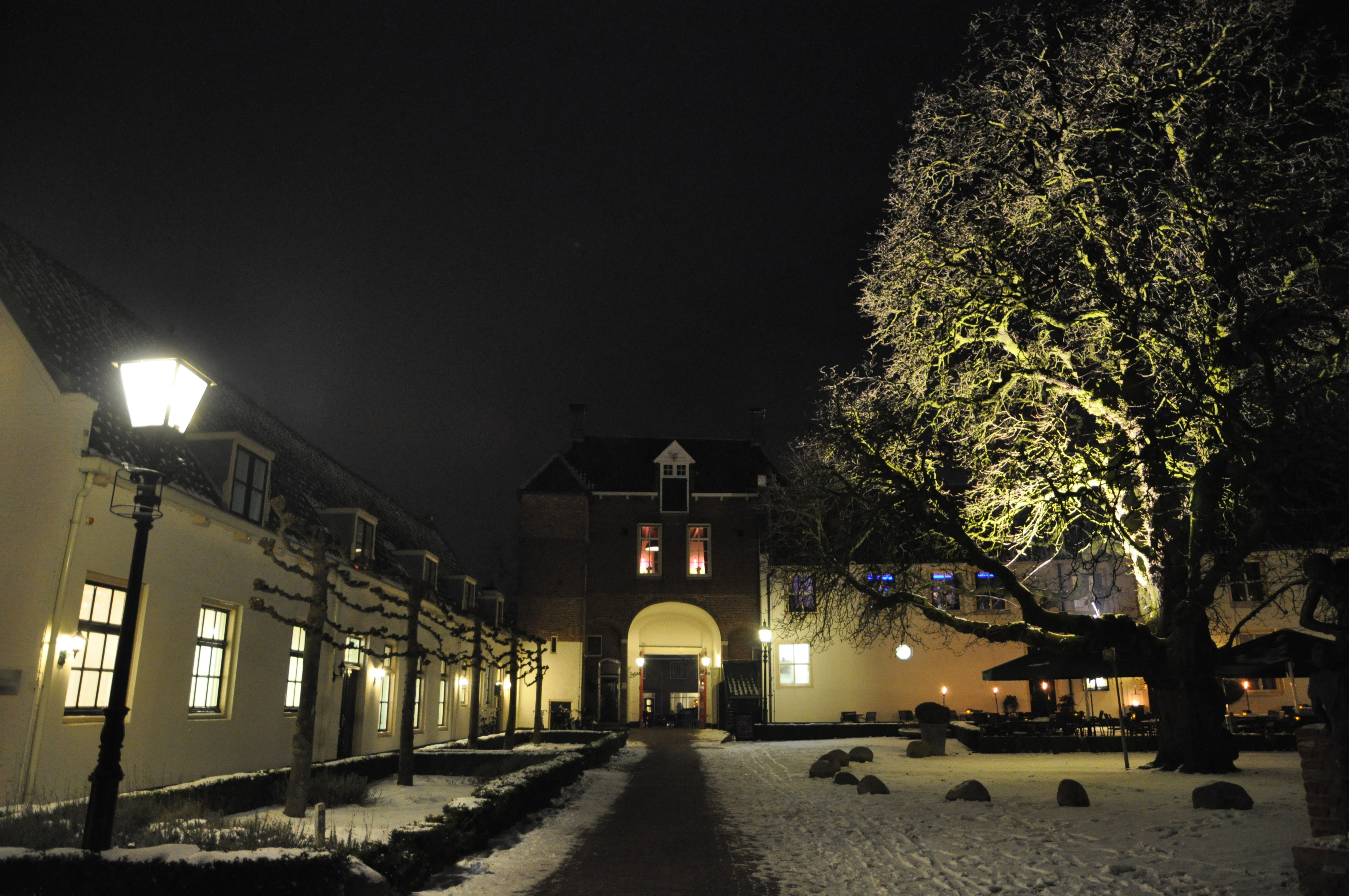
Om 't Hof 1, 2 en 4 (bijgebouw)
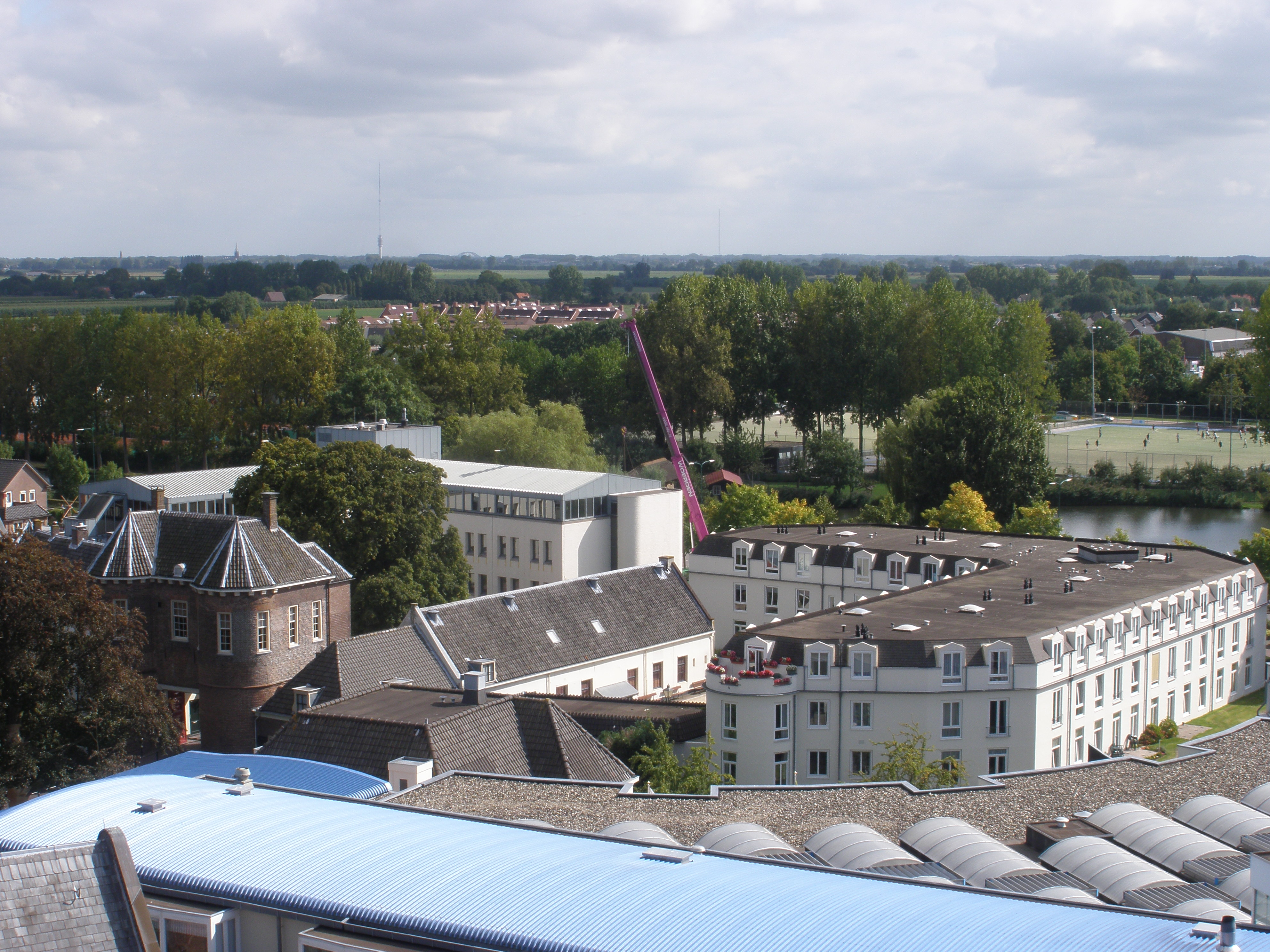
Het terrein gezien vanuit de lucht

Achterstraat ·
Blindeweg ·
Bovenkerkweg ·
De Plaats ·
Doeldijk ·
Havenstraat ·
Heeswijkerpoort ·
Heilig Levenstraat ·
Hofdijk ·
Hofstraat ·
Hoogstraat ·
Julianalaan ·
Keizerstraat ·
Lieve Vrouwegracht ·
Lindeboomsweg ·
Mannenhuisstraat ·
Mastwijkerdijk ·
Molenstraat ·
Om 't Hof · 
Om 't Wedde · 
Onder de Boompjes ·
Oude Boomgaard ·
Schoolstraat  ·
Slotlaan ·
Vrouwenhuisstraat ·
Waardsedijk ·
Waterpoort ·
Willeskopperpoort ·
IJsselplein ·
IJsselkade ·
IJsselveld